# Alebroides aurantinus
Alebroides aurantinus är en insektsart som beskrevs av Cai och Shen 1999. Alebroides aurantinus ingår i släktet Alebroides och familjen dvärgstritar. Inga underarter finns listade i Catalogue of Life.